# Tespios
Tespios (Θέσπιος) – w mitologii greckiej król-eponim miasta Tespies, pojawiający się w cyklu mitów o Heraklesie.
Był synem króla Aten Erechteusza. Porzucił rodzinne strony i udał się do Beocji, gdzie założył miasto nazwane jego imieniem. U niego to zatrzymał się osiemnastoletni Herakles, rozpoczynając swoje heroiczne czyny od zabicia pustoszącego ziemie Tespiosa straszliwego lwa z gór Kitajronu. Władca, który miał tylko pięćdziesiąt córek i ani jednego syna, postanowił doczekać się przynajmniej wnuków i co noc posyłał herosowi jedną z nich (według innej wersji Herakles posiadł wszystkie w jedną noc). Każda z Tespiad urodziła Heraklesowi syna, z czego najmłodsza i najstarsza bliźniaki. Sześciu z nich pozostało w Tespies, dwóch udało się do Teb, pozostałych zabrał Jolaos na Sardynię, gdzie założyli kolonię. Wnukowie Tespiosa osiadli na Sardynii mieli zasnąć wiecznym snem i w ten sposób uniknąć śmierci.